# بيندجوز بوكا
بيندجوز بوكا (بالمجرية: Bóka Bendegúz)‏ مواليد 2 أكتوبر 1993 في فيسبرم، المجر، هو لاعب كرة يد مجري يلعب كجناح أيسر. مثل منتخب المجر لكرة اليد.

## روابط خارجية
- بيندجوز بوكا على موقع الاتحاد الدولي لكرة اليد (الإنجليزية)
- بيندجوز بوكا على موقع الاتحاد الأوروبي لكرة اليد (الإنجليزية)
- بيندجوز بوكا على موقع اللجنة الأولمبية الدولية (الإنجليزية)
- بيندجوز بوكا على موقع اللجنة الأولمبية المجرية (الهنغارية)